# Heidegrund
Heidegrund là một đô thị thuộc huyện Burgenland, bang Sachsen-Anhalt, Đức. Đô thị Heidegrund có diện tích 9,88 km², dân số thời điểm ngày 31 tháng 12 năm 2006 là 672 người.